# Makedonská řeckokatolická církev

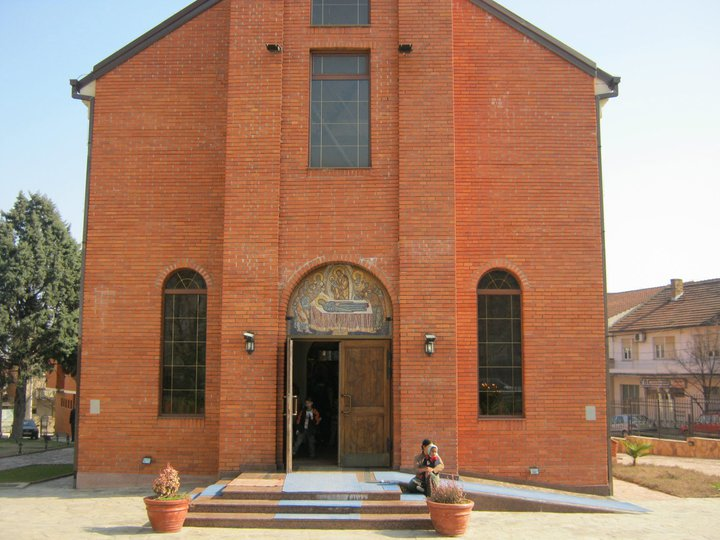
Katedrála Nanebevzetí Panny Marie ve Strumici

Makedonská řeckokatolická církev je jednou z východních katolických církví byzantského ritu.
Někteří Makedonci se stali katolíky na přelomu 19. a 20. století. Po vzniku Jugoslávie (1918) podléhali križevackému řeckokatolickému biskupovi (eparchovi) v Chorvatsku. Po rozpadu Jugoslávie (1991-1995) byl pro Makedonce roku 2001 vytvořen Apoštolský exarchát v Makedonii se sídlem v Skopje. Má (2015) 11.320 věřících v 7 farnostech, v čele je biskup-exarcha. V roce 2018 jej papež František povýšil na Eparchii Panny Marie Nanebevzaté ve Strumici-Skopje.